# Halim Perdanakusuma nemzetközi repülőtér
A Halim Perdanakusuma nemzetközi repülőtér (IATA: HLP, ICAO: WIHH) Indonézia fővárosa, Jakarta egyik nemzetközi repülőtere. Éves utasforgalma 7 400 000 fő (2018).

## Forgalom
Az utasforgalom az elmúlt években az alábbi módon változott:
| Utasok száma | 201 348 | 199 425 | 210 814 | 1 646 864 | 3 059 153 | 5 614 005 | 6 920 999 | 7 400 000 |
|              | 2011    | 2012    | 2013    | 2014      | 2015      | 2016      | 2017      | 2018      |

## Légitársaságok és úticélok
2025-ben a Halim Perdanakusuma nemzetközi repülőtérről az alábbi járatok indulnak (Utoljára frissítve: 2025-03-7):

### Személy
| Légitársaság     | Célállomások |
| ---------------- | --- |
| Batik Air        | Denpasar, Malang, Medan, Padang, Palembang, Pekanbaru, Semarang, Solo, Surabaya, Yogyakarta–International                                                         |
| Citilink         | Balikpapan, Denpasar, Malang, Medan, Padang, Palembang, Pekanbaru, Semarang, Silangit, Solo, Surabaya, Way Kanan, Yogyakarta–Adisucipto, Yogyakarta–International |
| Garuda Indonesia | Medan, Padang, Surabaya |
| Susi Air         | Bandung–Sastranegara, Pangandaran |

1. ↑  Pangandaran a Bandung-Sastranegara járat folytatása, mivel ugyanaz a járatszám.

### Cargo
| Légitársaság        | Célállomások          |
| ------------------- | --------------------- |
| Asia Cargo Airlines | Balikpapan, Singapore |
| Cardig Air          | Balikpapan, Singapore |